# Nikola Mandić
Nikola Mandić (20 de enero de 1869 - 7 de junio de 1945) fue un político croata que fue Primer Ministro del Estado Independiente de Croacia (NDH) durante la Segunda Guerra Mundial. Fue ejecutado por partisanos comunistas siendo juzgado por crímenes de guerra.   

## Primeros años
Nació en el pueblo de Travnik el 20 de enero de 1869 en una familia bosnio-croata. Terminó el gimnasio en Sarajevo, y después iría a estudiar derecho. en la Universidad de Viena, donde recibió un Doctorado en leyes en el año 1894. Mandić regresó a Sarajevo donde trabajó como Secretario judicial antes de convertirse en Abogado. 

## Carrera política

### Austro Hungría
En los inicios de la década de 1900, Mandić se convirtió en uno de los Políticos croatas más influyentes en la región de Bosnia y Herzegovina. En 1907, el y otros políticos croatas fundaron el partido político conocido como Unión Popular Croata (Croata: Hrvatska Narodna Zajednica, HNZ). El partido fue aprobado por Austro Hungría en Noviembre de 1907, y Mandić fue elegido como líder del partido por su asamblea en Febrero de 1908, y a la vez fue nombrado vicealcalde de Sarajevo.
El 6 de octubre de 1908, Austro Hungría oficialmente anexó Bosnia y Herzegovina. Mandić apoyó la movida incondicionalmente, razonando que la anexión de Bosnia a Austria facilitaría la creación de una (nominalmente) autónoma Croacia-Eslavonia, también creía que Bosnia y Herzegovina debían recibir el estatus de 'tierra imperial', bajo el mando de Austria y Hungría en conjunto.
Mandić se volvió miembro de la Dieta de Bosnia (Bosanski Sabor) en 1910, representando al HNZ, fue nombrado orador de la Dieta en 1911 y fue nombrado vicegobernador de Bosnia y Herzegovina por decreto del Káiser Francisco José. Siguió siendo miembro de la Dieta de Bosnia hasta la disolución de Austro Hungría en noviembre de 1918.

### Yugoslavia
Siguiendo al establecimiento del Reino de los Serbios, Croatas y Eslovenos, Mandić fue elegido para convertirse en diputado de la Asamblea Nacional, pero nunca tomó el cargo ya que los prominentes políticos de Serbia vetaron la decisión. 
En 1920, Mandić fue fijado en la Asamblea Constituyente del Reino de los Serbios, Croatas y Eslovenos, representando al Partido Popular Croata. En la asamblea, se hizo notable como defensor de los intereses Croatas en contra de los Yugoslavos, así también expresó su oposición a la Constitución de Vidovdan (apoyada por el Rey Alejandro) y votó en contra de ella en junio de 1921, cuando se aprobó con 223 votos 35 en contra y 161 se abstuvieron. Decepcionado por los resultados del voto, Mandić presentó su renuncia a la asamblea.

### Estado Independiente de Croacia (NDH)
Mandić vivía como un funcionario retirado en la época en la que el Estado Independiente de Croacia (NDH) fue declarado en 1941. El seguiría trabajando como abogado hasta que el 2 de septiembre de 1943 el Poglavnik Ante Pavelić le ofreció a Mandić la posición de Primer Ministro del Estado Independiente de Croacia. Mandić aceptó. Su designación inició con sentimientos mezclados, ya que este nombramiento enfureció a otros políticos como Mladen Lorković, Mile Starčević  y Vladimir Košak, algunos de los que amenazaron con renunciar al cargo. También tomaron en cuenta a Mandić por su edad, y se cuestionaron si siquiera lograría empeñarse bien el cargo. 
Casi inmediatamente, Mandić se vio envuelto en discuciones con el Partido Campesino Croata con respecto a la composición y carácter del Gobierno del NDH. El defendía la creación de un Gobierno de coalición en Croacia mientras que el Partido Campesino de Croacia (HSS) expresó su apoyo a un gobierno clerical, partisano, alejando a los Ustaše del gobierno en Croacia. Estas diferencias terminaron ese mismo año (1943) sin llegar a ningún acuerdo. 
El 1 de marzo de 1944, el ministro de Exteriores del NDH Stjepo Perić y Mandić visitaron a Adolf Hitler en el Schloss Klessheim un palacio barroco a 4 kilómetros al occidente de Salzburgo. El ministro de exteriores de Alemania, Joachim von Ribbentrop, también se presentó en la visita. En la reunión, Hitler, quien se veía estresado, y que también consideraba que Croacia era un amigo y aliado y que Serbia, apenas un país conquistado, decía: "Los serbios nunca serán (aliados) de Alemania" Mandić y Perić se quejaron con Hitler sobre la 13. División de las Waffen SS afirmando que sus oficiales promovían la autonomía de Bosnia y Herzegovina. A Hitler no le gustaba mucho la manera en que Mandić manejaba la División, pero luego llegó a un compromiso con los autonomistas musulmanes por el cual la división permanecería en Bosnia y se utilizaría para defender a su población musulmana. A cambio, los autonomistas prometieron a Hitler que apoyarían la integración total de Bosnia y Herzegovina en el NDH. 
Mandić dirigió una delegación del gobierno de NDH a Sarajevo a fines de abril de 1944. Allí, se le presentó un memorándum que documentaba la persecución de musulmanes por parte de los Ustaše. Los políticos croatas rápidamente condenaron el memorándum, calificándolo como "uno de los más grandes ataques musulmanes ... contra la soberanía y la unidad de la NDH". En marzo de 1945, Mandić llamó a los ciudadanos de la NDH de todas las etnias a expresar sus opiniones sobre el Ustachas, la guerra y los Partisanos. Con su respaldo, el NDH redactó un memorando para el mariscal de campo británico Harold Alexander , comandante en jefe de Oriente Medio y comandante del 18º Grupo de Ejércitos en Túnez, expresando su deseo de desertar a los aliados a raíz de la muerte de Hitler., comandante en jefe de Oriente Medio y comandante del 18º Grupo de Ejércitos en Túnez, expresando su deseo de desertar a los aliados a raíz de la muerte de Hitler el 30 de abril de 1945. Este memorando fue ignorado.
Junto con varios miembros del gobierno del NDH, intentarían escapar hacia la frontera con Austria el 8 de mayo de 1945, cuando los Aliados declararon la victoria sobre Alemania. Se rindió a los británicos el 15 de mayo de 1945, y exigió asilo político. Los británicos ignoraron su solicitud y lo entregaron a los partisanos tres días más tarde. El 18 de mayo, Mandić fue acusado por varios crímenes de guerra, después de ser enviado a un tribunal militar en Zagreb. Fue puesto en prisión y sentenciado a muerte el 6 de junio de 1945. Su ejecución sería llevada a cabo al siguiente día.
- Datos: Q1561127
- Multimedia: Nikola Mandić / Q1561127